# Religieuses de Marie Immaculée
Ne doit pas être confondu avec Religieuses de Marie Immaculée missionnaires clarétines.
Les Religieuses de Marie Immaculée (en latin : Institutum Mariae Immaculatae) forment une congrégation religieuse féminine de droit pontifical.

## Histoire
En 1853, Eulalie de Vicuña Riega ouvre à Madrid « La casita » un foyer pour les filles qui quittent la campagne pour travailler comme domestiques dans la capitale espagnole. Beaucoup de ces jeunes filles sont en situation de détresse et parfois victimes de la prostitution ou d’employeurs peu scrupuleux. L'association les accueille, leur donne une formation et les accompagne dans leur travail et font respecter leurs droits.
En 1868, la nièce d'Eulalie, Vincente-Marie López y Vicuña (1847 - 1890) pense à fonder une congrégation religieuse pour amplifier l'œuvre de sa tante. Avec l'aide du jésuite Victorio Medrano, elle commence à planifier la fondation d'une nouvelle congrégation. Elle reçoit l'approbation diocésaine le 18 avril 1876 et le 11 juin suivant, les premières religieuses reçoivent l'habit des mains de Ciriaco María Sancha y Hervás. Leurs constitutions sont approuvés en 1882 par Juan de la Cruz Ignacio Moreno y Maisanove, archevêque de Tolède. (À l'époque, Madrid dépend de l'archidiocèse de Tolède, le diocèse de Madrid est créé en 1868 et sera détaché de Tolède en 1885).
L'institut obtient le décret de louange de Léon XIII le 18 avril 1888 et ses constitutions sont définitivement approuvées par le Saint-Siège le 12 septembre 1904.

## Activité et diffusion
Les sœurs accueillent les personnels de maison pendant les périodes de convalescence ou de recherche d'emploi, des cours du soir et dimanche et des formations professionnelles ; les religieuses ont aussi des foyers d'étudiants[réf. nécessaire].
Les sœurs sont présentes en:
- Europe : Espagne, France, Italie, Portugal, Royaume-Uni.
- Amérique du Nord : États-Unis, Mexique.
- Amérique du Sud : Argentine, Brésil, Chili, Colombie, Cuba, Équateur, Paraguay, Pérou, Uruguay, Vénézuela.
- Afrique : Burkina Faso, Mali.
- Asie : Inde, Philippines.

La maison généralice est à Rome.
En 2017, la congrégation comptait 1080 sœurs dans 118 maisons.